# Giusto e Pastore

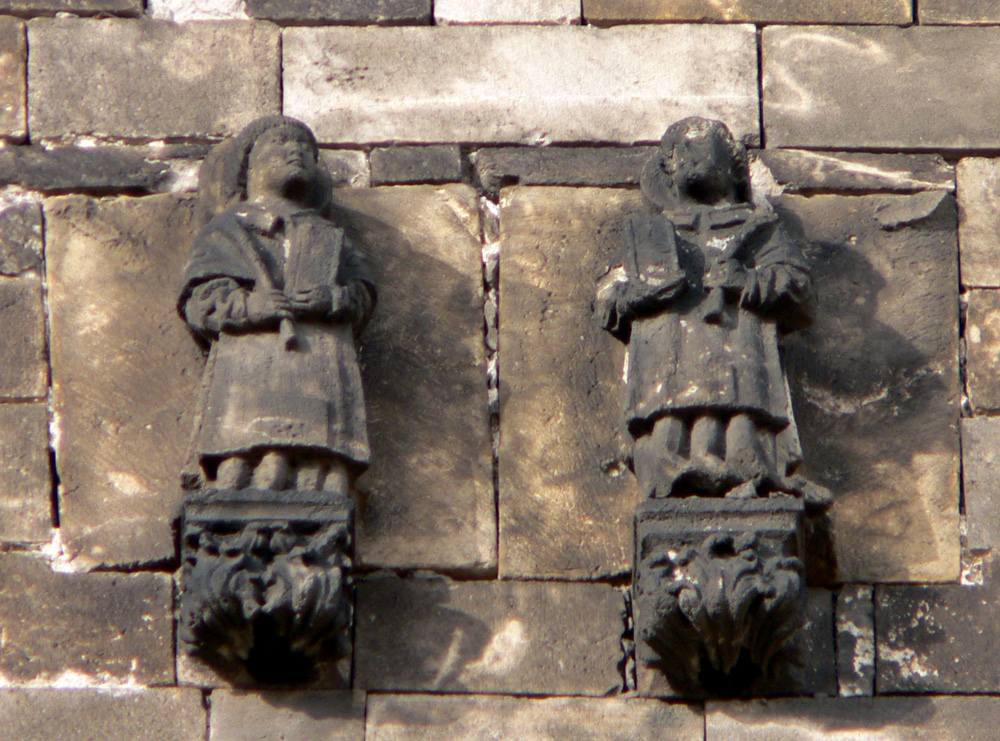
I santi Giusto e Pastore sulla Torre della chiesa di San Justo a Barcellona

Giusto e Pastore furono due martiri spagnoli vissuti alle origini del cristianesimo, martirizzati, vengono citati e venerati sempre insieme. La loro memoria liturgica cade il 6 agosto.

## Tradizione
Già il funzionario imperiale e poeta Aurelio Prudenzio Clemente cita entrambi i martiri nella sua opera; nel XIII secolo compaiono anche nella Legenda aurea di Jacopo da Varazze. Devono essere stati fratelli e nel 304, al tempo delle persecuzioni dei cristiani, sotto l'imperatore Diocleziano, sollecitati dal governatore della provincia della Spagna citeriore, Daciano, a rinnegare la loro fede. Egli offrì loro anche dei doni, ma essi li rifiutarono. Perciò devono essere stati flagellati e poi decapitati dinnanzi alla porta della loro città natale di Complutum (oggi Alcalá de Henares). Secondo altre fonti la loro località natale sarebbe stata Tielmes. Al momento del martirio, Giusto doveva avere dodici anni (secondo altre fonti, nove) e il fratello Pastore doveva essere più giovane di due o tre anni.

## Culto

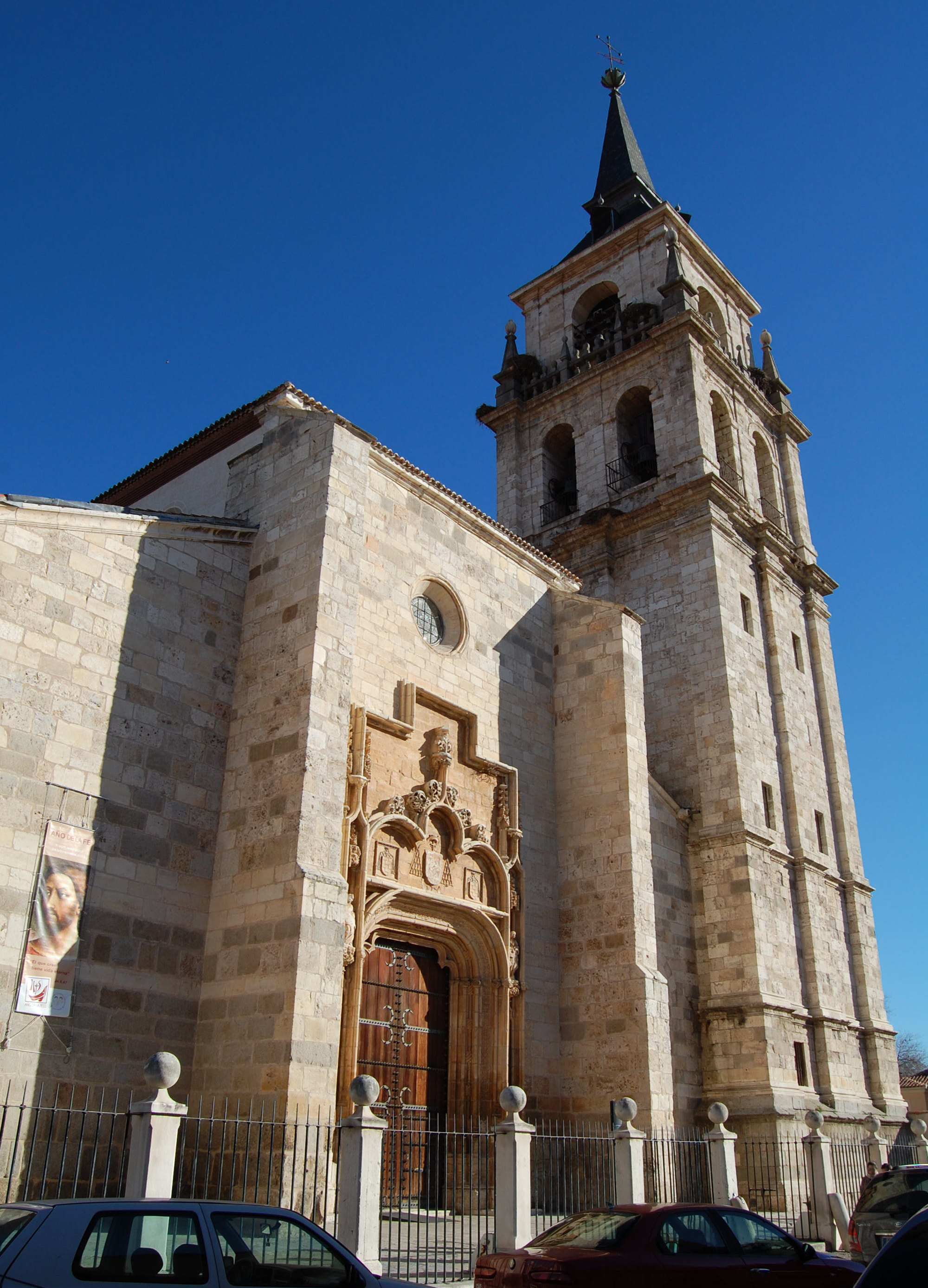
Cattedrale di Alcalá de Henares.

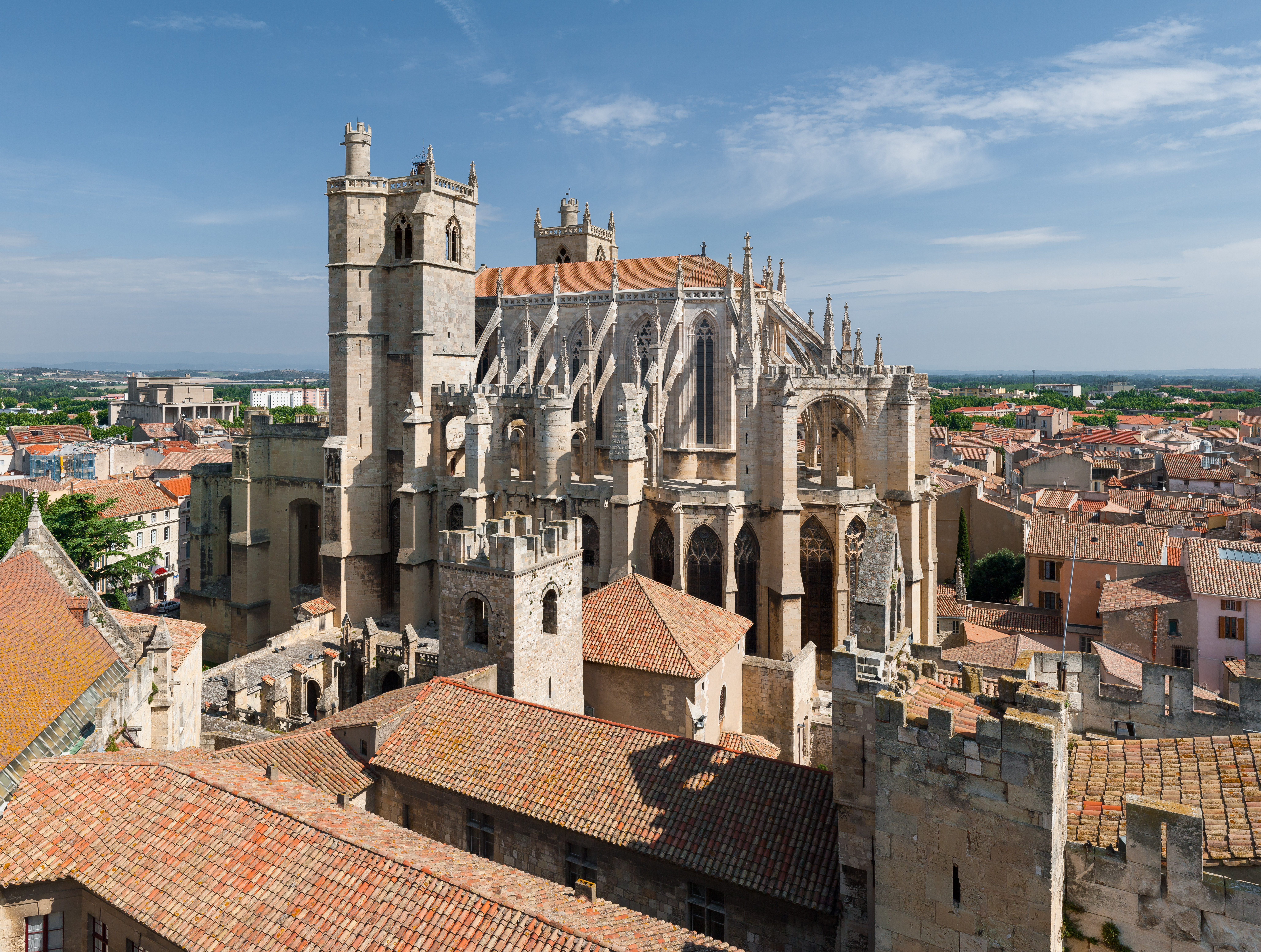
Cattedrale dei santi Giusto e Pastore di Narbona

Dopo la morte le loro ossa, insieme alla pietra sulla quale era avvenuta la loro decapitazione, furono portate in città, dove essi furono subito oggetto di culto da parte del popolo. Verso la metà dell'VIII secolo un pio e poi santificato eremita di nome Urbicio trasferì le ossa di entrambi i santi martiri, per salvarle dalle invasioni islamiche, dapprima nella sua città natale di Bordeaux e di lì poi verso Huesca, sui monti dell'Aragona. Dopo la sua morte esse comparvero nuovamente a Narbona, la cui cattedrale è a loro dedicata. Nel 1568 una parte delle ossa fu riportata ad Alcalá de Henares, la cui cattedrale, fu costruita nel XVI secolo sotto il ,loro patrocinio.
I luoghi principali ove è diffuso il loro culto si trovano nel nord della Spagna e nel sud della Francia: Tielmes, Alcalá de Henares, Astorga, Toledo, Huesca, Barcellona e Narbona. Sono patroni delle città di Madrid e di Alcalá de Henares.

## Iconografia
Nelle poche rappresentazioni conosciute i santi Giusto e Pastore sono rappresentati con piccole figure; i loro volti tuttavia hanno un'espressione molto sveglia.

## Nel cinema
La leggenda dei santi Giusto e Pastore è stata citata nel film del 2001 The Others (per la sceneggiatura e regia di Alejandro Amenábar, con Nicole Kidman come protagonista).